# John James Campbell
John James Campbell (12 de setembre de 1871 - 2 de desembre de 1947) fou un futbolista escocès de la dècada de 1890.
Fou internacional amb la selecció d'Escòcia i amb la selecció de la lliga escocesa. Pel que fa a clubs, defensà els colors de Celtic, Aston Villa i Third Lanark.